# الونورا کامینسکیته
الونورا کامینسکیته (انگلیسی: Eleonora Kaminskaitė؛ ۲۹ ژانویه ۱۹۵۱ – ۹ فوریه ۱۹۸۶ (aged 35)) ورزشکار روئینگ اهل لیتوانی بود.
وی در مسابقات کشوری و بین‌المللی در مجموع برندهٔ ۱ مدال نقره، ۱ مدال برنز شده‌است.